# Станфилд (Северна Каролина)
Станфилд (енгл. Stanfield) град је у америчкој савезној држави Северна Каролина.

## Демографија
По попису из 2010. године број становника је 1.486, што је 373 (33,5%) становника више него 2000. године.
| Група             | 2000.         | 2010.         |
| Белци             | 1.090 (97,9%) | 1.376 (92,6%) |
| Афроамериканци    | 2 (0,2%)      | 14 (0,9%)     |
| Азијати           | 0 (0,0%)      | 3 (0,2%)      |
| Хиспаноамериканци | 16 (1,4%)     | 71 (4,8%)     |
| Укупно            | 1.113         | 1.486         |